# Peng Chau
Peng Chau (坪洲S, Pìhng jāuP) è un'isola della regione amministrativa speciale di Hong Kong, in Cina.
Dal punto di vista amministrativo l'isola fa parte del distretto delle Isole.